# 月光山
月光山，位於高雄市杉林區月美里、美濃區中圳里，因山形如月故得名。屬於玉山山脈旗尾山系，海拔649公尺，為玉山山脈最後一座超越600公尺的山峰，山頂立有一顆土地調查局三等三角點487號。

## 步道路況
單程3.1公里，步道處於地質敏感區，路徑不佳。早期為熱門郊山路線，因莫拉克風災崩塌導致人潮減少，後已修復。
2021年8月因盧碧颱風侵襲，導致0.1K至1.3K處RC路面毀損、擋土牆傾斜、部分路基流失。
農業部林業及自然保育署委託成功大學防災研究中心協助多年監測結果，發現該區域為順向坡潛勢區及土石流潛勢溪流集水區坡面的一部分，並有持續地滑現象。經確認無其他適合之替代路線，且步道廢止後不致於影響旗靈縱走之山徑通行。
2025年3月24日林業及自然保育署公告廢止月光山步道。

## 登山口(廢止前)
1. 可從旗尾山登山口行走旗月縱走
2. 可從月光山停車場行走月光山步道
3. 可從月光山隧道杉林端右側/竹薗福德祠行走美濃越嶺古道
4. 可從京寮福德祠行走羌子寮山步道

## 附註
1. 1 2 3  農業部林業及自然保育署. . pingtung.forest.gov.tw.   [2025-03-25] （中文（臺灣））.

## 外部連結
- 台灣山林悠遊網-月光山 （页面存档备份，存于）
- 健行筆記-月光山步道 （页面存档备份，存于）
- 林業保育署屏東分署